# 선희궁터
선희궁터(宣禧宮터)는 조선 영조(재위 1724∼1776)의 후궁이자 사도세자의 어머니인 영빈 이씨의 신주를 모시고 제사지내던 왕실의 사묘인 선희궁이 있던 자리이다. 1975년 5월 12일 서울특별시의 유형문화재 제32호로 지정되었다.

## 개요
조선 영조(재위 1724∼1776)의 후궁이자 사도세자의 어머니인 영빈 이씨의 신주를 모시고 제사지내던 왕실의 사묘인 선희궁이 있던 자리이다. 후궁에게서 태어난 임금이 모친의 신위를 모신 사당을 사묘라고 한다.
처음에는 의열묘라 불렀으나 영빈의 손자인 정조가 왕위에 오른 뒤 대우를 높여서 선희궁이라 이름을 고쳤다. 현재 영빈의 신주는 육상궁에 모시고 있는데, 융희 2년(1908)에 옮긴 것이다.
앞면 3칸·옆면 2칸 규모의 1층 건물로, 지붕 옆면이 사람 인(人)자 모양인 맞배지붕집이고 벽은 벽돌로 쌓았다.
제사를 지내는 공간으로 엄숙한 인상을 풍기고 있으나 많이 훼손된 상태이다.

## 같이 보기
- 영빈 이씨

## 참고 자료
- 선희궁터 - 국가유산청 국가유산포털